# (23804) Haber
(23804) Haber est un astéroïde de la ceinture principale d'astéroïdes.

## Description
(23804) Haber est un astéroïde de la ceinture principale d'astéroïdes. Il fut découvert le 17 août 1998 à Socorro (Nouveau-Mexique) par le projet LINEAR. Il présente une orbite caractérisée par un demi-grand axe de 2,37 UA, une excentricité de 0,11 et une inclinaison de 6,2° par rapport à l'écliptique.